# 달성 대구현대미술제
여러 작가들이 미술계의 새로움과 다양성에 대해 도전하여 매 해 주제에 맞는 작품들을 전시하고 이를 관람할 수 있는 대구 달성에서 펼쳐지는 미술제.

## 역사
달성 대구 현대 미술제는 1970년 젊은 작가들이 기성 미술계의 경직성에 도전하며 다양한 미술실험을 펼쳤던 ‘대구 미술제’의 정신을 계승하여 강정보 일원에서 열리는 미술 축제이다. 2012년부터 대구 달성군 강정보 일원에서 열리고 있다.오늘날의 강정은 금호강과 낙동강이 만나는 지정학적 위치와 ‘동양 최대 수문’이라 불리는 강정보, 세계적인 건축가 하니 라시드가 디자인한 기하학적 디자인의 디아크 등 다양한 지역적 사회적 요소들이 갖추어져 있다. 이제 강정은 단순한 강변, 미술사의 흔적만 남겨진 유적이 아니라 여가를 보내는 수변공원으로 변모하여, 대중들이 쉽게 오고 갈 수 있는 공간으로 자리 매김 하였다.

## 연혁
2024년 2024년에 50주년을 맞이했다. ‘그래도 낭만(Against All Odds)’이라는 주제로 개최되었다. 전시의 키워드가 될 ‘낭만’은 불멸과 영원이란 불가능한 지점을 설정하고 그럼에도 불구하고 살고자 하는 인간의 의지와 태도적 표현이다. 현실에 얽매이지 않고, 꿈을 실현하고자 하는 이들의 이야기로 펼쳐보고자 한다. 주제를 계승하는 5명의 청년 작가(김재욱, 문관우, 양수연, 오제성, 전가빈)들이 참여하여 다시 한 번 동시대 미술의 경계를 아우르는 문화예술의 장을 펼친다.
2023년 : ‘다양성과 공존’이라는 주제로 개막했다. 낙동강의 수려한 경관을 배경으로 현대미술을 감상할 수 있도록 40명이 넘는 국내외 작가들이 대자연을 캔버스 삼아 다채로운 예술을 입혔다. 설치와 조각, 비디오아트 등의 여러 작품 등이 전시되어 있다. 주제에 맞는 대규모 설치 작품으로 축제 장소를 ‘지붕 없는 미술관’으로 바꾸었다.
2022년 : ‘미술의 공진화’라는 주제로 미술제가 개최되었다. ‘공진화’란 “여러 종이 서로 영향을 미치며 변화해간다”라는 의미이다. 의미에 맞게 10여 년의 달성 대구현대미술제의 역사를 토대로, 현재와 미래의 모습을 미술제에 담았다. 2022년 미술제에서는 자연, 형상, 관계를 중시했던 1세대 원로화가부터 중견작가, 신진작가 등 세대를 불문한 32명의 작가가 참여하였다.
2021년 : 대구 달성군 낙동강 강정보 디아크와 광장 일대에서 진행되었으며 10회를 맞이했다. ‘예술을 담다, 달성을 품다’ (Then-Now-Forever)라는 주제로 개최되었다. 특별전은 총 3가지 섹션으로 구분되었으며, ‘10주년 아카이브’전에서는 대구현대미술제의 역사성과 예술 정신을 되돌아볼 수 있다. ‘대구예아람학교 사방신 프로젝트’에서는 대구예아람학교 초,중,고생들의 작품으로 학생들의 상상력과 미래를 엿볼 수 있다. 달전 예술창작공간 입주작가들의 작품으로 이뤄진 ‘달천예술창작공간 제 1기 입주작가’이 있다.
2020년 : 미학적 가치로서 조화와 치유를 주제로 상생과 희망의 메세지를 전달하고자 기획되었다. 다채로운 현대미술 작품을 통해 코로나19 사태를 슬기롭게 극복한 대구 시민들을 위로할 수 있는 상생의 공간을 연출함과 동시에 꿈과 희망의 메세지를 전달하였다. 전시는 하모니와 힐링 두가지의 섹션으로 진행되었다. Harmony<상생의 공간>에서는 예술과 사람 빛과 환경이 만들어내는 특별한 미적 경험을 만들어냄과 동시에 상생으로서의 현대미술 담론을 형성할 수 있는 기회의 장場을 마련하였다. Healing<꿈과 희망의 메시지> 공간에서는 희망<함께 기쁨을 찾아가다>라는 주제로 미학적 치유방식을 제공하고 누구나 친근감 있게 보고 만지며 함께할 수 있는 공간으로 구성되었다.
2019년 : 달성군 전역을 돌아가며 미술제를 개최 하겠다는 취지로 ‘강정 대구 현대미술제’에서 ‘달성 대구현대미술제’로 이름을 바꾸었다. ‘경계와 비경계-사이’라는 주제로 개최되었다. 미술제에는 자신만의 작품세계를 탄탄하게 구축한 국내 중견 작가들을 중심으로 세계적인 비엔날레에서 주목을 받은 영국,러시아,대만, 중국 등 4개국 해외작가 등 총 25명이 참여해 스케일과 소재의 한계를 뛰어넘는 독특한 작품세계를 선보인다. 작가들은 관객과 소통에 무게를 두고 강정이라는 공간에 대한 새로운 해석을 시도했다.
2018년 : 2018년도에는 이전처럼 특정 비전이나 방향성을 정하지 않고 예술 그 자체를 즐겨보자는 의미를 담은 주제인 ‘예술의 섬,강정’으로 미술제가 개최되었다. 꿈과 이상에 대한 이미지를 재현한 작품들과 소소한 일상 속 우리들의 이야기를 소재로 한 해학적인 작품들이 관람객들에게 볼거리를 제공한다. 작가들의 새로운 작품들이 미술제에 설치되면서 신선한과 색다른 공간배치를 감상할 수 있다.